# Parashqevi Simaku
Parashqevi Simaku, född 1 september 1966 i Kavaja, Folkrepubliken Albanien, är en albansk sångerska.
Simaku är en populär sångerska i Albanien, som deltagit i många musiktävlingar. 1985 deltog hon i Festivali i Këngës 24 med låten "Në Moshën E Rinisë", som hon vann hela tävlingen med. 1988 ställde hon upp återigen, denna gång med låten "E Duam Lumturinë", skriven av Pirro Çako. Med låten lyckades hon vinna tävlingen ännu en gång. I och med detta är hon, tillsammans med bland andra Ardit Gjebrea och Mira Konçi, en av dem som lyckats vinna tävlingen fler än en gång.
2006 signerade hon ett kontrakt i Hollywood och New York med skivbolaget Sony (BMG), för hennes nya CD med titeln Echoes From Iliria eller med den albanska titeln Jehonë nga Iliria (Ekon från Illyrien).